# Paul Nabil El-Sayah
Paul Nabil El-Sayah (arabisch بول نبيل الصياح‎; * 26. Dezember 1939 in Ain El-Kharroubé, Libanon) ist ein Geistlicher der Maronitischen Kirche und Kurienbischof am Patriarchat von Antiochien.

## Leben
Paul Nabil El-Sayah empfing am 3. September 1967 das Sakrament der Priesterweihe. 
Am 8. Juni 1996 wurde El-Sayah von der Synode der Maroniten zum Erzbischof der Erzeparchie Haifa und dem Heiligen Land in Haifa und dem nordisraelischen Galiläa und Patriarchalexarch von Jerusalem und Palästina sowie Patriarchalexarch von Jordanien ernannt und durch Papst Johannes Paul II. bestätigt. Die Bischofsweihe spendete ihm am 5. Oktober 1996 Nasrallah Boutros Kardinal Sfeir, der Maronitische Patriarch von Antiochien und des ganzen Orients; Mitkonsekratoren waren Boutros Gemayel, Erzbischof der Erzeparchie Zypern, und Roland Aboujaoudé, Weihbischof in Antiochien. 
Paul Nabil El-Sayah rief zu einem einvernehmlicheren Zusammenleben der christlichen Konfessionen im Heiligen Land auf.
Im Jahr 2010 war er mit einer Apostolischen Visitation des Maroniten-Ordens der seligen Jungfrau Maria OMM beauftragt worden.
Am 6. Juni 2011 wurde Paul Nabil El-Sayah durch die maronitische Synode unter Vorsitz von Patriarch Béchara Pierre Raï OMM zum Kurienbischof am Patriarchat im Libanon gewählt. Darauf gab er den Dienst an der Ludwigskathedrale Haifa auf. Papst Benedikt XVI. hat El-Sayah für seine neue Aufgabe den persönlichen Titel eines Erzbischofs verliehen.